# Ali Project
ALI PROJECT (アリプロジェクト) es un grupo musical japonés con una fuerte imagen Gothic Lolita. Es de los grupos más famosos de ese estilo en Japón. Sus integrantes son Arika Takarano (宝野アリカ Takarano Arika?) (vocal y lírica) y Mikiya Katakura (片倉三起也 Katakura Mikiya?) (música y arreglos).
Debutaron en 1988 con el nombre Ari Project (蟻プロジェクト Ari Purojekuto?) con su álbum Gensō Teien (幻想庭園?). En 1992 cambian el nombre del grupo lanzando su sencillo Koi-seyo otome (恋せよ乙女?). Muchos de sus discos son producidos bajo sellos como Toshiba-EMI, Victor Entertainment, Lantis y Tokuma Japan.

## Estilo
Presenta una combinación de música clásica y moderna. Arika Takarano tiene un tipo de voz muy cercana al soprano. Los violines, el teclado, el piano, y en ocasiones orquestas son sus componentes musicales. En sus inicios, se destacó en el género de rock progresivo, pero ya en la actualidad destaca más en pop barroco, rock progresivo, rock sinfónico, neoclassical, jpop con toques de electropop, y dark rock. Tiene una gran influencia de la música clásica: toma, incluso, algunas partes sinfónicas de músicos como Mozart, Chopin, Prokófiev, Bach, Liszt, Brahms, etc. para incluirlas en sus canciones.

## Temática
ALI PROJECT ha pasado por 2 etapas en su carrera musical: en sus inicios, sus canciones eran románticas, alegres y tiernas. Arika llamó a ese estilo "White Alice", pero con el estreno de Coppelia no Hitsugi en el año 2001, la temática cambió. La música comenzó a presentar un ritmo oscuro y misterioso, mientras que el contenido de las canciones empezó a hablar de historias de amor masoquista. A esta etapa se le dio a conocer como "Black Alice". A pesar de ello, ALI PROJECT en ocasiones sigue mostrando un estilo más cercano a "White Alice" en sus canciones.

## Discografía

### Ali Project

#### VHS
- 1. Ari porujekuto 198824: 3 de marzo de 2000:

1. Sakura no hana wa kuruizaki (Los cerezos florecen fuera de temporada) Live
2. Furaneru no Gensou (inst.) Live
3. Seigagetsu (luna de saltamontes azules) live
4. Shoujo imirenka (canción de amor prohibida para chicas) live
5. Mori no saiten live
6. Parasoru no arufuukei live
7. Ange noir no saigi (ritual del ángel oscuro)live
8. Marigold Garden live
9. Akai suiren no gogo live
10. Sakura no Hana wa kuruizaki music clip
11. Oni yuri no jumon live
12. Kyoumeikan im juni Live

### Ali Project

#### Sencillos
- 1. Happy birthday to Jesus

1. Happy birthday to Jesus || 23 de agosto de 1987||-
- 2. Flower Child  (Flor Niño)

1.- Flower Child (Flor niño)
2.- Marigold Garden (Jardín de caléndulas) || 22 de julio de 1988||-
- 3. Koi-seyo otome (恋せよ乙女, Koi-seyo otome?) (Doncella enamorada)

1.- Koiseyo otome ~ LOVE STORY OF ZIPANG
2.- Kyougetsutei de Aimashou 
(Volvamos al mes en que nos conocimos) || 7 de julio de 1992|| -
- 4. Arashi ga Oka (嵐ヶ丘 Arashi ga Oka?) (Cumbres borrascosas)

1.- Arashi ga Oka
2.- Butoukai no Techou (Una cuenta de la esfera)
3.- Arashi ga Oka Off Vocal || 9 de junio de 1993|| -
- 5. Venetian Rhapsody (ヴェネツィアン・ラプソディー, Veneshian Rapusodii?) (Rapsodia veneciana)

1.- Venetian Rhapsody
2.- Scargot kyuu Kyouku (Canción del salón del caracól)
3.- Venetian Rhapsody off Vocal || 19 de enero de 1994||-
- 6. Ame no Sonata～La Pluie (雨のソナタ～ラ・プリュ, Ame no Sonata～La Pluie?) (Sonata de la lluvia ~ la lluvia)

1.  Ame no Sonata ~ La Pluie
2.- Nous deux C'est Pour la Vie (Los dos somos para la vida)
3.- Ame no Sonata La Pluie Off Vocal ||22 de julio de 1994|| -
- 7. Seigetsuya～Rushifā Daiyongakushō (星月夜～ルシファー第四楽章 Seigetsuya～Rushifā Daiyongakushō?) (Noche estrellada Lucifer cuarto movimiento)

1.- Seigestuya
2.- Only Love Song(sólo una canción de amor)
3.- Seigetsuya Off Vocal || 1 de julio de 1996|| -
- 8. Wish (Deseo)|| 4 de diciembre de 1996

1.- Wish
2.- yume no ato ni- apres un reve (Después del sueño - después de un sueño)
3.- Wish off vocal
4.- yume no ato ni apres un reve off vocal
5.- ongake nagara || tema del OVA de Wish
- 9. Peony Pink (ピアニィ・ピンク (Peony Pink?) (Peonia rosa)

1.- peony pink
2.- tsukiyo no Pierrette (Pierrette de la luz de luna)
3.- peony pink off vocal
4.- tsukiyo no pierrette off vocal || 21 de mayo de 1997|| opening de la serie CLAMP School Detectives
- 10. Anniversary of Angel || 17 de diciembre de 1997

1.- anniversary of angel
2.- tenshi ni yosu (acercándose al ángel)
3.- anniversary of angel off vocal
4.- tenshi ni yosu off vocal || Wish gift box
- 11. Labyrinth (Laberinto)|| 21 de octubre de 1998

1.- labyrinth
2.- Kin'iro no hitsuji (ovejas color oro) versión instrumental
3.- Labyrinth off vocal  || ending de Sento Ruminasu Jogakuin
- 12. Coppelia no Hitsugi (コッペリアの柩, Kopperia no Hitsugi?) (El féretro de Coppélia)

1.- Coppelia no hitsugi
2.- Apres le noir (Después de lo oscuro) || 23 de mayo de 2001|| opening de la serie Noir
- 13. Coppelia no Hitsugi HyperRemix & Original Album Versión

1. Coppelia no Hitsugi hypper remix
2. Coppelia no Hitsugi
3. Coppelia no Hitsugi hypper remix off vocal || 21 de septiembre de 2001 || OST de Noir
- 14. Gesshoku Grand Guignol (月蝕グランギニョル, Gesshoku Grand Guignol?) (Eclipse lunar gran guiñol)

1.- gesshoku grand guignol
2.- mirai no eve (Eva del Futuro)
3.- gesshoku grand guignol tv size
4. mirai ni eve tv size
5.- gesshoku grand guignol off vocal
6.- mirai no eve off vocal || 5 de noviembre de 2003|| opening de la serie Avenger
- 15. Pastel pure (pastel puro)

1.- pastel pure off vocal
2.- pastel pure vocal version
3.- pastel pure guitar and piano version
4.- pastel pure || 25 de agosto de 2004|| opening de la serie Maria-sama ga Miteru
- 16. Kinjirareta asobi (禁じられた遊び, Kinjirareta asobi?) (Juego prohibido)

1.- kinjirareta asobi
2.- atashi ga alice datta koro (Cuando yo fui Alice)
3.- kinjirareta asobi off vocal
4.- atashi ga alice datta koro off vocal|| 22 de octubre de 2004|| opening de la serie Rozen Maiden
- 17. Seigetsuya (星月夜, Seigetsuya?) || 24 de diciembre de 2004 || reprint
- 18. Ashura hime (阿修羅姫 Ashura hime?) (Princesa Ashura)

1.- ashura hime
2.- kimi ga tame, oshi kara zarishi inochi sae (Por ti, mi vida es tan lamentable)
3.- ashura hime off vocal
4.- kimi ga tame oshi kara zarishi inochi sae off vocal|| 8 de junio de 2005 || canción del juego My-HiME
- 19. Seishoujo Ryouiki (聖少女領域, Seishoujo Ryouiki?) (el dominio de las chicas santas)

1.- seishoujo ryouiki
2.- S'jou no hime ya kana kaikon (Remordimientos de una niña sádica)
3.- seishoujo ryouiki off vocal
4.- s jou no hime ya kana kaikon off vocal || 26 de octubre de 2005 || opening de la serie Rozen Maiden Träumend
- 20. Boukoku Kakusei Catharsis (亡国覚醒カタルシス, Boukoku Kakusei Catharsis?) (Despertar en el país en ruinas)

1. Boukoku kakusei catharsis
2. Suigetsu kyouka (Reflejo de la luna en la superficie del agua)
3. Boukoku kakusei catharsis off vocal
4. Suigetsu kyouka off vocal || 24 de mayo de 2006 || ending de la serie .hack//Roots
- 21. Yuukyou Seishunka (勇侠青春謳, Yuukyou Seishunkan?) (la expresión de valentía del joven)

1.- yuukyou seishunka
2.- chinkon shou (plegaria por el descanso de las almas) single version
3.- yuukyou seishunka off vocal
4.- chinkon shou off vocal || 25 de octubre de 2006 || 1° ending de la serie Code Geass
- 22. Baragoku Otome (薔薇獄乙女, Baragoku Otome?) (la doncella de la cárcel de rosas)

1.- baragoku otome
2.- gokuraku ibarahime (paraíso de la princesa de zarzas)
3.- baragoku otome off vocal
4.- gokuraku ibarahime off vocal
Limited Edition with DVD; DVD tracklisting:
1. Baragoku otome music clip || 6 de diciembre de 2006 || opening del OVA Rozen Maiden Ouvertüre
- 23. Ankoku Tengoku (暗黒天国, Ankoku Tengoku?) (oscuro paraíso)

1.- ankoku tengoku
2.- momoiro tengoku (cielo rosa)
3.- ankoku tengoku off vocal
4.- momoiro tengoku off vocal || 23 de mayo de 2007 || opening de la serie Kamichama Karin
- 24. Hizamazuite ashi o oname (跪いて足をお嘗め, Hizamazuite ashi o oname?) (Arrodillate y lame mis pies)

1.- hizamazuite ashi wo oname
2.- saiai naru maou sama (mi amado rey maligno)
3.- hizamazuite ashi wo oname off vocal
4.- saiai naru maou sama off vocal|| 13 de junio de 2007 || ending de la serie Kaibutsu ōjo
- 25. Kotodama (コトダマ, Kotodama?)(poder de las palabras)

1.- kotodama
2.- koibumi (carta de amor)
3.- kotodama off vocal
4.- koibumi off vocal || 23 de enero de 2008 || opening de la serie shigofumi
- 26. Waga routashi aku no hana (わが臈たし悪の華, Waga routashi aku no hana?)(mi elegante flor del mal)

1.- waga routashi aku no hana
2.- aragawa (piel áspera)
3.- waga routashi aku no hana off vocal
4.- aragawa off vocal|| 30 de julio de 2008 || 2º ending de la serie Code Geass R2
- 27. kitei no tsurugi (鬼帝の剣, kitei no tsurugi ?) (Espada del rey demonio)

1.- kitei no tsurugi
2.- nakigara no onna (cadáver de una mujer)
3.- kitei no tsurugi off vocal
4.- nakigara no onna off vocal|| 12 de noviembre de 2008 || opening de la serie Kurogane no Linebarrels
- 28. Rara Eve Shinseiki (裸々イヴ新世紀, Rara Eve Shinseiki ?) (La Eva desnuda del nuevo siglo)

1.- rara eve shinseiki
2.- kishi otome (caballeros y doncellas)
3.- rara eve shiseiki off vocal
4.- kishi otome off vocal || 21 de enero de 2009 || opening de la serie Sora wo kakeru Shoujo
- 29. Jigoku no mon (地獄の門, Jigoku no mon ?) (la Puerta del Infierno)

1.- jigoku no mon
2.- ware kimi omou yue ni ariikite to narite (Por tu recuerdo yo soy un alma en pena)
3.- jigoku no mon off vocal
4.- ware kimi omou off vocal
Limited Edition with DVD, DVD tracklisting:
1. Jigoku no mon music clip || 27 de mayo de 2009 ||1º ending de la serie Phantom ～Requiem for the Phantom～)
- 30. Senritsu no kodomotachi (戦慄の子供たち, Senritsu no kodomotachi ?) (Hijos del miedo)

1.- senritsu no kodomotachi
2.- hell's maria (María del infierno)
3.- senritsu no kodomotachi off vocal
4.- hells maria off vocal|| 19 de agosto de 2009 || 2º opening de la serie Phantom ～Requiem for the Phantom～)
- 31. Datengoku sensen ( 堕天國宣戦, Datengoku sensen ) (la nación corrupta en la declaración de guerra)

1.- datengoku sensen
2.- takarajima (isla del tesoro)
3.- datengoku sensen off vocal
4. takarajima off vocal
| 22 de octubre de 2009 || opening de la serie The book of bantorra
- 32. Ranse eroica (,亂世エロイカ Caos en los días heroicos)

1. Ranse eroica
2. Ude-Kaina (Brazos de Kaina)
3. Ranse eroica off vocal
4. Ude Kaina off vocal | 13 de julio de 2010
- 33. Katana to saya ( 刀と鞘, Katana to saya ?) (Katana y Vaina)

1. Katana to saya
2. Haizakura (cerezos en cenizas)
3. Katana to Saya off vocal
4. Haizakura off vocal
Limited Edition with DVD; DVD tracklisting:
1. Katana to saya music clip || 25 de agosto de 2010 || 2º opening de la serie Katanagatari
- 34. Yuki no Onna ( ゆきの女, Yuki no Onna ?) (La mujer de la nieve) digital single ||

1. Yuki no onna 25 de agosto de 2010 || 6º ending de la serie Katanagatari
- 35. Kyoumu Densen ( 凶夢伝染, Kyoumu Densen?) (Pesadilla Contagiosa)

Limited Edition with DVD:
1.- kyoumu densen
2.- yomi no tasogare no, utsuro naru aoki hitomi no (crepúsculo nocturno. En el blanco de los ojos azules)
3.- tainai hitogata yuugi (juego inhumano en el útero)
4.- kyoumu densen strings version
5.- kyoumu densen off vocal
DVD tracklisting:
1. Kyoumu densen Music clip
Regular edition:
1.- kyoumu densen
2.- yomi no tasogare, utsuro naru aoki hitomi no
3.- tainai hitogata yuugi
4.- kyoumu densen off vocal
5.- yomi no tasogare off vocal
6.- tainai hitogata yuugi off vocal || 25 de enero de 2012 || opening de la serie Another
- 36. Watashi no Bara wo Haminasai ( 私の薔薇を喰みなさい, watashi no bara wo haminasai?) (Muerde mi rosa)

1.- watashi no bara wo haminasai
2.- fräulein rose (Señorita Rosa)
3.- otome no aganai (redención de la doncella)
4.- watashi no bara wo haminasai off vocal
5.- fraulein rose off vocal
6.- otome no aganai off vocal
Limited Edition with DVD, DVD tracklisting :
1. Watashi no bara wo haminasai music clip || 24 de julio de 2013 || opening de la serie Rozen Maiden
- 37. Haramitsu renge (波羅蜜恋華) (Paramitas Flor de Loto)

1.- Haramitsu Renge
2.- Tamashii no Dai (creación de un alma)
3.- Haramitsu renge off vocal
4.- Tamashii no Dai off vocal
Limited Edition with DVD, DVD tracklisting
1. Haramitsu renge music clip || 20 de octubre de 2015 || ending de la serie Rakudai Kishi no Cavalry
- 38. Himiko Gaiden (卑弥呼外伝) (Biografía de Himiko)

1.- Himiko Gaiden feat. Jam Project
2. Himiko Gaiden off vocal
DVD/bluray disc:
1.- Himiko Gaiden music clip
2. Himiko Gaiden shooting in Hawaii

#### Álbumes
Como Ari Project
- 1 27 de abril de 1987: Some Girls -Rebel Street IV- (Album of the disorderly bloom of cherry blossoms) participación especial:

4. Happy birthday to Jesus
8. Sakura no hana wa kuruizaki
- 2 25 de enero de 1988:  Gensou Teien  ( 幻想庭園 ?) álbum

1. Seigagetsu (luna de saltamontes azules)
2. Kyoumeikan im Juni
3. Ange noir no saigi (ritual del ángel oscuro)
4. Akai suiren no gogo
5. Sakura no hana wa kuruizaki (los cerezos florecen fuera de temporada)
6. Shoujo imirenka (canción de amor prohibida para chicas)
7. Parasoru arufuukei
8. Garasu tenjou no uchuu (universo del techo de cristal)
9. Gensou Teien (Jardín fantástico)
10. Poupeé froufrou
Como ALI PROJECT:
- 3 9 de diciembre de 1992: Gekka no Ichigun (月下の一群?) álbum

1. Megalopolis Alice
2. Bianca
3. Barairo suisei kageki dan (la rosa color esmeralda de la ópera)
4. Madame noir (dama oscura)
5. Kuchuu butoukai
6. Komorebi no waltz (vals de la luz del sol entrando entre las copas de los árboles)
7. Ochite sourou (tiempos decadéntes)
8. Koiseyo otome ~ love story of Zipang
9. Gekkou yoku (bañada en luz de luna)
10. Rakuen soushitsu (paraíso perdido)
- 4 16 de febrero de 1994: DALI álbum

1. Salometic lunatic
2. Arashi ga oka (cumbres borrascosas)
3. Yuki no hitohira (copos de nieve)
4. Dalí no housekiten (Joyería de Dalí)
5. Virtual fantasy
6. Nightingale (ruiseñor)
7. Venetian Rhapsody
8. Hoshi furu yoru no tenmongaku
9. Gekkou no hashi (inst)
10. Ophelia no ibun
- 5 6 de diciembre de 1995: Hoshi to Tsuki no Sonata (星と月のソナタ?) best álbum

1. Ame no sonata ~ la pluie
2. Bianca
3. Butoukai no techou
4. Yuki no hitohira
5. Kuuchuu butoukai
6. Barairo suisei kageki dan
7. Fuyu monogatari
8. Gekkou yoku
9.Kare to kanojo no Eve (él y ella de Eva)
10. Kyougetsutei de aimashou
- 6 11 de noviembre de 1996: Gensou Teien + 1 (幻想庭園?) re-edit álbum

1. Seigagetsu
2. Marigold Garden
3. Kyoumeikan im Juni
4. Ange Noir no saigi
5. Akai suiren no gogo
6. Sakura no hana wa kuruizaki
7. Shoujo imirenka
8. Parasol arufuukei
9. Glass tenjou no uchuu
10. Gensou Teien
11. Poupeé froufrou
12. Flower Child
- 7 21 de noviembre de 1998: Noblerot [COCP-50006] álbum

1. Noblerot I
2. Halation
3. Otome no inori (oración de la doncella)
4. Rose moon (Rosa lunar)
5. Darakuron (en decadencia)
6. Narcisse noir (narciso negro)
7. Noblerot II
8. Deep forest (bosque profundo
9. Lost child (niño perdido)
10. Kin'iro no Hitsuji (Ovejas de color oro) vocal ver.
11. Rose moon piano ver.
12. LABYRINTH
- 8 22 de octubre de 1999: Alipro Mania Mini álbum

1. Chaconne
2. Coppelia no Hitsugi
3. Babylon café novellete
4. Aru natsu no gogo (una tarde de verano)
- 9 4 de agosto de 2000: Jamais vu best álbum

1. Koiseyo otome
2. Arashi ga oka
3. Venetian Rhapsody
4. Ame no sonata ~ la pluie
5. Nous deux c'est pour la vie
6. Escargot kiyuu kyouku
7. Butoukai no techou
8. Kyougetsutei de Aimashou
9. Strawberry pie wo otabe (comer pay de fresa)
10. Sacrifice (sacrificio)
- 10 25 de abril de 2001: Aristocracy [TKCU-77082] string álbum

1. Misere (Piedad)
2. Shoujo kizoku (chica de la aristocracia)
3. Coppelia no Hitsugi strings ver
4. Yameru bara (rosa marchita)
5. Malicé
6. A la cuisine (a la cocina)
7. Keikasou
8. Tozasareta atelier (estudio de arte cerrado)
9. Un tableu blanc ~ kaiga ryouko (un lienzo blanco ~ viaje gráfico)
10. Yami no tsubasa de subete wo tsutumu yoru tame no aria
11. Platanas no hazue kaze ni nemuru (El viento duerme en hojas de plátano)
12. Sacrifice
13. Solemnis (solemne)
- 11 22 de julio de 2001: Lento instrumental álbum

1. Suiban bara
2. Gekkou no hashi
3. Aru natsu no gogo
4. Nemurenai yume (soñar sin dormir)
5. Cafe du soleil (café del sol)
6. Tsuki no naka no shoujo (chica de la luna)
7. Tenshi ni yosu
8. Glass tenjou no uchuu
9. Tsuki no kanaderu pianísimo
10. Magritte et georgette
11. Oshaberina koibitotachi
12. Gai desespoir
13. Sahra
14. Platanas no hazue kaze ni nemuru
- 12 25 de julio de 2001: Classics mini álbum

1. Mousou suizokukan
2. Yoimachigusa (tarde de primavera)
3. Rabbit war
4. La vie en rose (vida en rosa)
5. Sakura no hana wa kuruizaki
- 13 24 de julio de 2002: Erotic & Heretic [VICL-60903] álbum

1. Erotic & heretic (erótica y hereje)
2. Aka to kuro (rojo y negro) álbum ver
3. Nettaisei shokubutsuen (jardín botánico tropical)
4. Yuugetsu renka
5. Schism
6. Lolita in the garret (Lolita en el desván
7. Toki no mori no soireé (velada en el tiempo del bosque)
8. Sensou to heiwa (guerra y paz)
9. Muma no yoru, anata wo mukaeru mono ga aru
10. Arabesque romanesque (arabeseos románticos) instrumental
11. Nostalgia
- 14 23 de abril de 2003: Gekkou shikoushou - Moonlight Intoxication (月光嗜好症?) [AECP-1008] string álbum

1. Gekkou soireé (velada bajo la luz de luna) instrumental
2. Akai suiren no gogo
3. Platonic
4. Narcisse noir
5. Sakura no hana wa kuruizaki
6. Coppelia no Hitsugi
7. Tsuki no naka no shoujo
8. Seigetsuya (noche de estrellas) string ver
9. Kyougetsutei de Aimashou
10. Feliciter (felicitar)
- 15 8 de enero de 2004: Alipro Mania ll Gekkou Shikoushou GIG Live Album

1. Rose moon live
2. Nettaisei shokubutsuen live
3. Otome no inori live
4. Yameru bara live
5. Sacrifice live
6. Toki no mori No soireé live
7. Feliciter live
8. Shoujo kizoku live
9. Erotic & heretic live
10. Seigetsuya live
11. Coppelia no Hitsugi strings ver live
12. Gekkouya live
13. Kyougetsutei de Aimashou live
- 16 28 de marzo de 2004: Tsuki no Hikari instrumental álbum

1. Diabolic sequence
2. Gekkou no hashi
3. Tsuki no naka no shoujo
4. Glass tenjou no uchuu
5. Tsuki kanaderu no pianísimo
6. Platanas
7. Diabolic sequence 
- 16 23 de junio de 2004: Etoiles [TKCU-72691] string álbum

1. Etoiles (estrellas)
2. Je te veux (te quiero)
3. Barairo suisei kageki dan
4. Shunsou (funeral en primavera)
5. Nichiyoubi no siesta (siesta de domingo)
6. Après un reve (después de un sueño)
7. Waga koi wa gekkou ni chirinu (mi amor derramado por la luz de luna)
8. Diabolic sequence
9. Seigagetsu
10. Gensou Teien
- 17 22 de junio de 2005: Dilettante

```
álbum
```

1. Ai to makoto (amor y verdad)
2. Jinsei bimi raisan (alabo la delicadez de la vida humana)
3. Nikutai no akuma (demonios de la carne)
4.  hibotan ~ fei hong de mudan (peonia escarlata) en chino
5. Dilettante no hisokana tanoshimi (placeres ocultos de un dilettante)
6. Shouwa renren gentoukan
7. Mitsuryouku
8. Pekin LOVERS (AMANTES de Pekín)
9. Chinkon shou
10. Yawarakana hada (piel suave)
- 18 7 de diciembre de 2005: Kamigami no Tasogare (神々の黄昏?) [TKCU-77127] string álbum

1. Visconti chic (inst)
2. Yameru bara (new ver)
3. Ange noir no saigi
4. Yuri to uguisu
5. Kare to kanojo no Eve
6. Mitsubara teien
7. Gekkouya (new ver)
8. Kami no yuki
9. Vanitas (Vanidad) inst
10. Marigold Garden
11. Je te veux
- 19 8 de marzo de 2006 Deja Vu best álbum

1. Megalopolis Alice
2. Arashi ga oka
3. Koiseyo otome
4. Bianca
5. Gekkou yoku
6. Nous deux c'est pour la vie
7. Ophelia ibun
8. Butoukai no techou
9. Venetian Rhapsody
10. Yuki no hitohira
11. Salometic lunatic
12. Kuchuu butoukai
13. Escargot kiyuu kyouku
14. Kyougetsutei de Aimashou
- 20 23 de junio de 2006 COLLECTION SIMPLE PLUS álbum

1. Wish
2. Yume no ato ni ~ après un reve
3. Peony pink
4. Tsukiyo no Pierrette
5. Anniversary of angel
6. Tenshi ni yosu
7. Coppelia no Hitsugi
8. Après le noir
9. Aka to kuro noir ver
10. Gesshoku grand guignol
11. Mirai no Eve
12. Jigoku no kisetsu
13. Boukoku kakusei catharsis orchestal ver.
Limited Edition with DVD, DVD tracklisting:
1. Boukoku kakusei catharsis music clip
2. Gesshoku grand guignol music live clip
- 21 6 de diciembre de 2006: ROMANCE string álbum

1. Romance
2. Bianca string ver
3. Dali no housekiten
4. La caleche ~ haru no yuki
5. Arashi ga Oka string ver
6. Rakuen soushitsu string ver
7. Yuugetsu renka string ver
8. L'oiseau bleu (pájaro azul)
9. Saigo no koi (fin de un amor)
10. Koyoi, aoi mori fukaku (esta noche, el bosque azul se hará profundo)
- 22 2007: Soubikakei,月下の一群 ({{{2}}}?)薔薇架刑}} best álbum

1. Kinjirareta asobi
2. Seishoujo ryouiki
3. Kimi ga tame, oshi kara zarishi inochi sae
4. Shungo (gusanos de seda de primavera)
5. Gokuraku ibarahime
6. Nemureru shiro (castillo dormido)
7. S jou no hime ya kana kaikon
8. Ashura hime
9. Baragoku otome
10. Nanashi no mori (bosque sin nombre)
11. Atashi ga Alice data koro
12. Soubikakei (rosa crucificada)
Limited Edition with DVD; DVD tracklisting:
1. Seishoujo ryouiki music clip
- 23 22 de agosto de 2007: Psychedelic insanity

1. Seiran keppuuroku (montaña de sangre con registro de vientos)
2. Ankoku psychedelic (oscuridad psicodélica)
3. CYBER DEVILS
4. Kochou yume shinjuu (sueño de morir de una mariposa)
5. Matowareshi monora (asociados) se refiere a palabras que se parecen, la canción usa palabras paracidas una tras otra
6. Yokubou (lujuria)
7. Arabiya layla gendan (noche de la canción árabe)
8. Rokudou rinne survival (el interminable ciclo de supervivencia y renacimiento)
9. Wakai shisha kara no requiem
10. Gai desespoir inst
- 24 12 de diciembre de 2007:GRAND FINALE  the best string álbum

1. Gesshoku grand guignol
2. Koiseyo otome
3. Seishoujo ryouiki
4. Ophelia ibun
5. Jinsei bimi raisan
6. Yami no tsubasa de tsutumu yoru tame no aria
7. Ai to makoto
8. Sensou to heiwa
9. Arabesque romanesque
10. Nocturnal (tema inédito) Chopin
- 25 27 de agosto de 2008: Kinsho (禁書?) álbum

1. Kamikaze (viento divino)
2. Mokushiroku zengi (juego previo al apocalipsis)
3. Hetero shitsurakuen (hetero paraíso perdido)
4. Nemureru hyou (leopardo dormido)
5. Chi no danshou (fragmento de un poema escrito con sangre)
6. Kinsho (libro prohibido)
7. Zekka zange shinjuu (una flor de nieve anuncia el suicidio
8. Kou (muerte de personas inocentes)
9. Chiisaki mono he no shokuzai no sonata
10. Sonata of ember glance
11. Tsukiyo no Pierrette new ver.
- 26 10 de diciembre de 2008: Keikan Shijin (桂冠詩人?) best álbum

1. waga routashi aku no hana
2. Aragawa
3. Yuukyou Seishunka
4. Chinkon shou
5. Boukoku kakusei catharsis
6. Suigetsu kyouka
7. KING KNIGHT
8. Hakua byoutou
9. GOD DIVA
10. Kegare naki akui
11. Shoujo junketsu (chica mártir)
12. MOTHER (MADRE)
13. Keikan shijin (poeta laureado)
14. Kitei no tsurugi string ver
Limited Edition with DVD; DVD tracklisting :
1. Yuukyou Seishunka music clip
2. Waga routashi aku no hana music clip
3. Kitei no tsurugi music clip
4. Waga routashi aku no hana live video
5. Kitei no tsurugi live video
- 27 26 de agosto de 2009: Poison álbum

1. Poisoner (Envenenador)
2. Shoujo kaitai, arui wa hakkutsutou yori shoujotachi wa hisshou suru (nacimiento virginal, o las chicas volarán a la torre de huesos)
3. Odokumi LADY (DAMA que degusta el veneno)
4. Ahen Shindai (cama de opio)
5. Gokushoku ichidai onna (mujer con toda una vida de colores)
6. Animals on the earth (animales en la tierra)
7. Shanghai ryouran romántica (profusión romántica en Shanghái)
8. Seikimatsu génesis (Génesis del fin del siglo)
9. Kono kuni no mukou ni (más allá de este país)
10. Discipline inst.
- 28 13 de enero de 2010 : La vita romantica best álbum

1. Oumagakoi
2. Hizamazuite ashi wo oname (arrodíllate y lame mis pies)
3. Rara Eve shinseiki (Eva desnuda del nuevo siglo)
4. Momoiro tengoku (paraíso rosa)
5. Saiai naru maou-sama (mi amado rey maligno)
6. Outeki ketsuzoku (pariente sanguíneo con el rey)
7. Ankoku tengoku (paraíso oscuro)
8. Senritsu no kodomotachi (hijos del miedo)
9. Koibumi (carta de amor)
10. Ware kimi omou yue ni arikirei to narite
11. Rinne yami no ayakashi zange
12. Kotodama (poder de las palabras)
13. Jigoku no mon (puerta del infierno)
Limited Edition with DVD; DVD tracklisting:
1. Hizamazuite ashi wo oname music clip
2. Senritsu no kodomotachi music clip
3. Datengoku sensen music clip
4. ALI PROJECT shooting in Venecia
- 29 13 de marzo de 2010 : Gothic Opera string álbum

1. Gekkou ópera no velvet no ponchou wa agari (elevando las cortinas de terciopelo para la ópera de la luz de la luna)
2. Koi no tsubasa wa shiju iro no hone wo mochi (las alas del amor tienen huesos color perlas)
3. Jeux interdits ~ kinjirareta asobi (juego prohibido ~ juego prohibido)
4. Watashi no kokoro wa kataru bara no mimune wa hana no onmi wo (mi corazón habla al corazón de las rosas y las flores)
5. Elf no musume wa chijou ni ori (la hija del Edén aún recuerda su dolor)
6. Valkyrja ~ kishi otome (Valkiria ~ caballeros y doncellas)
7. Yuri no hibi wa tsuioku no naka ni hisomi kaoru ( tarde de lirios perfumados a la espera del recuerdo)
8. La rose de la reine ~ baragoku otome (La rosa de la reina ~ doncella de la cárcel de rosas)
9. Gothic ópera
10. Adieu (adiós) 
- 30 29 de septiembre de 2010 : Han Shinnihon Shugi álbum

Regular Edition tracklisting:
1. Zekkoku TEMPEST (TEMPESTAD en el país extinto)
2. Dokurogajou no mikotachi wa eien ni gensei no yume wo miru
3. Heisei nihon zankoku monogatari (cruel historia de Heisei Japón)
4. París to gaka to onna (París,el pintor y una mujer)
5. SENGOKU GIRL (CHICA SENGOKU)
6. Teito Otome kesshitai (capital del imperio del cuerpo suicida de la doncella)
7. Rokumeikan boogie woogie
8. Touhou doukei miken bunrouku (observaciones no registradas de anhelos para el oriente)
9. Heiwa no inshi (elementos de la paz)
10. Kono kuni yo shizuka ni mezame tamae (en silencio despierta este país) inst.
Limited Edition tracklisting:
1. Zekkoku TEMPEST (TEMPESTAD en el país extinto)
2. Dokurogajou no mikotachi wa eien ni gensei no yume wo miru
3. Heisei nihon zankoku monogatari (cruel historia de Heisei Japón)
4. París to gaka to onna (París,el pintor y una mujer)
5. SENGOKU GIRL (CHICA SENGOKU)
6. Shinjin juu kaigoroshi (mantener las 4 bestias sagradas hasta su muerte)
7. Rokumeikan boogie woogie
8. Touhou doukei miken bunrouku (observaciones no registradas de anhelos para el oriente)
9. Heiwa no inshi (elementos de la paz)
10. Kono kuni yo shizuka ni mezame tamae (en silencio despierta este país) inst.
DVD tracklisting:
1. Zekkoku TEMPEST music clip
2. Ai to makoto music clip
3. Zekkoku TEMPEST making off
- 31 15 de marzo de 2011 : QUEENDOM best álbum

1. Troubadour (trovador)
2. Kishi otome (caballeros y doncellas)
3. Ranse eroica (caos en días eroicos)
4. Takarajima (isla del tesoro)
5....naki oujo no tame no... (...para la reina muerta...)
6. Datengoku sensen (nación corrupta en declaración de guerra)
7. Yuki no onna (mujer de nieve)
8. Katana to saya (espada y vaina)
9. Ude kaina (brazos de Kaina)
10. Hell's Maria (María del infierno)
11. Haizakura
12. Ranse eroica string ver.
Limited Edition with DVD; DVD tracklisting:
1. Troubadour music clip
2. ALI PROJECT shooting in Austria
- 32 21 de agosto de 2011 : Les Papillons string álbum

1. Himitsu no hanazono (jardín de los secretos)
2. Tentai ruribushi mangenkyou (caleidoscopio celestial del mundo)
3. Kochou yume shinjuu string ver
4. Shura to chou
5. Gantai usagi to houtai hitsuji no Märchen
6. Papillon rinne
7. Oumagajou no hakushaku
8. Kakumei no ketsumyaku (lazos sanguíneos de la revolución)
9. Kimi no na wo (tu nombre) Beethoven
10. Les papillons (las mariposas) inst.
- 33 26 de junio de 2012 : heart of magic garden best álbum participación especial:

7. Seishoujo ryouiki
- 34 18 de julio de 2012 : Gansakushi álbum

1. Gansakushi (experto falsificador)
2. ALICE Douzai innocent (ALICIA inocente de su propio crimen)
3. Renge yuuren (profundo amor del loto)
4. Shingi nisemono yuuran kai (auténtico club turístico de los impostores)
5. La vérité (la verdad)
6. Yasei souseiji (gemelos salvajes)
7. Ikeru oujo no shouzouga (retrato de la reina muerta)
8. Manatsu no yuushu fujin (melancólico verano de la dama)
9. Tenken to choukoku (castigo divino y superación)
10. RED WALTZ (VALS ROJO)
- 35 20 de febrero de 2013 : Kaikai Kiki Kaikai kiki ALI PROJECT Ventennale music, art exhibition best álbum

Regular Edition
Disc 1:
Japonisme/ Japonismo
1. Yuukyou Seishunka
2. Katana to saya
3. Koiseyo otome
4. Kotodama
5. Ashura hime
Shoujo shouchou/ símbolo para chicas
6. Wish
7. Peony pink
8. Anniversary of angel
9. Kinjirareta asobi
10. Seishoujo ryouiki
Romanshugi/ Románticas
11. Ame no sonata ~ la Pluie
12. Pastel pure
13. Baragoku otome
14. Seigetsuya
15. Flower Child
Disc 2:
Etrangers/ extrangeros
1. Arashi ga oka
2. Venetian Rhapsody
3. LABYRINTH
4. Datengoku sensen
5. Ranse eroica
Hiroshi mirai-ha/futurismo
6. Coppelia no Hitsugi
7. Senritsu no kodomotachi
8. Ankoku tengoku
9. Rara Eve shinseiki
10. Kitei no tsurugi
Ankoku-tou/ oscuras
11. Hizamazuite ashi wo oname
12. Jigoku no mon
13. Waga routashi aku no hana
14. Kyoumu densen
15. Gesshoku grand guignol
16. Boukoku kakusei catharsis
Tenbou/perspectivas
17. Kaikai kiki (extrañamente oculto y bizarro)
Limited Edition with blu-ray disc; blu-ray tracklisting:
1. Seishoujo ryouiki music clip
2. Boukoku kakusei catharsis music clip
3. Yuukyou Seishunka music clip
4. Hizamazuite ashi wo oname
5. Waga routashi aku no hana music clip
6. Kitei no tsurugi music clip
7. Jigoku no mon music clip
8. Senritsu no kodomotachi music clip
9. Datengoku sensen music clip
10. Katana to saya music clip
11. Troubadour music clip
12. Kyoumu densen Music clip
13. Kaikai kiki music clip
14. ALI PROJECT shooting in Nuevo México
- 36 4 de septiembre de 2013 : Dead end the tribute best álbum participación especial:

5. Serafine
- 37 11 de septiembre de 2013 : Reijou Bara Zukan

1. Reijou bara zukan (libro de imágenes de la señorita Rosa)
2. Rouzuke no futagotachi (gemelas de la casa rosa)
3. Hayabusa no shiro bara (alcón de las rosas blancas)
4. Bara shoukan (burdel de las rosas)
5. Roudoku suru jochou to chiisana reijou
6. Shoujo to suimitsutou (niña y el durazno blanco)
7. Kuro yuri onmitsu kageki dan (lirios negros de la ópera secreta)
8. Namu jigoku taibosatsu (infierno del gran Bodhisattva)
9. Minu tomo e (para mi amigo invisible)
10. Inshi e hito no kotoba (palabras de los antepasados) inst
- 38 5 de marzo de 2014 : Zettai Ongaku instrumental álbum

1. Romance
2. Les papillons
3. Arabesque romanesque
4. Visconti chic
5. Yawarakana hada
6. Cafe du soleil
7. Tsuki no naka no shoujo
8. Gai desespoir
9. Platanas no hazue ni kaze wa nemuru
10. Etoiles
11. Gothic ópera
12. Magritte et georgette
13. Inshi e hito no kotoba
14. Kono kuni yo shizuka ni mezame tamae
15. Sonata of ember glance
16. Dignity of the orient
17. Gekkou soireé 
- 39 27 de agosto de 2014 : Ryuukou Sekai álbum

Regular Edition
1. Ryuko sekai (mundo de la moda)
2. Kinoko kyouran bimi raisan (alabo la delicadez frenesí de las setas)
3. PANDEMIC (PANDEMIA)
4. Lolicate (lolicado)
5. Akai rousoku to kingyou (velas rojas y pez dorado)
6. Femme fatale (mujer fatal)
7. Kaizoku koujo (imperio de la princesa pirata)
8. Seihitsunaru shihousetsu (pacífica novela romántica)
9. Keijijou tekina, chou ni naru (metafísica, para convertirse en mariposa)
10. Gokurakuchouuta (canción del ave del paraíso) vocal ver.
Limited Edition
10. Gokurakuchouuta (canción del ave del paraíso) inst.
DVD tracklisting:
1. Kinoko kyouran bimi raisan music clip
2. Kinoko kyouran bimi raisan making off 
- 40 21 de enero de 2015 : Violetta Operetta string álbum

1. Pansy waltz (vals de los pensamientos)
2. Koi wa geijutsu katagi (el amor tiene temperamento artístico)
3. Shoudou in haitei nite (en la abadía abandonada del patio trasero)
4. L'amour looks something like you (el amor luce algo como tú)
5. Sumire hanasaku
6. Tico tico no fubá (gorrión de la harina de trigo)
7. Sayo sumire,aru yoru no mori no chiisana ohanashi
8. Shoujo imirenka string ver
9. Das veilchen (la violeta)
10. Hoshi sumire (estrella violeta)
- 41 9 de septiembre de 2015 : Keraku no susume álbum

Regular Edition:
1. Riku to umi to sora to (y mar y tierra y cielo)
2. Itanshatachi no etsuraku
3. Keraku no susume
4. Hontou musume to mujihina yuugi
5. Watashi wa yokubou to iu na no shoujo (yo soy la virgen llamada deseo)
6. Kinki TABBOO
7. Shouryou reijou jibie nisshi
8. Ataraxia, soshite taiji suru jiko (atalaxia, y enfrentarse a uno mismo)
9. BAR suifu you he douzo (entrada al BAR de Malvarrosa de algodón)
10. Hi no itou rinne no GEMINI
Limited Edition
10. Golden slumbers kiss your eyes (inst)
DVD tracklisting:
1. Keraku no susume music clip
2. Keraku no susume making off
- 42 24 de agosto de 2016: A-kyuu kaigenrei álbum

Regular Edition
1. Eikyuu kaigenrei
2. Isshu kakumei
3. Barami to yurine no fushigina hotel
4. Zekkyou tetsugaku
5. Saigo no bijutsukan
6. Shouwa b-kyuu shitate kuimichi
7. Onnakazei buguzaku
8. Madara koitsubaki gedou
9. Ashiki shinka
10. Nakimushina Dalí (Dalí el llorón) inst
11. Mousou suizokukan new ver. Bonus track
Limited Edition with DVD
1. Eikyuu kaigenrei
2. Isshu kakumei
3. Barami to yurine no fushigina hotel
4. Zekkyou tetsugaku
5. Saigo no bijutsukan
6. Shouwa b-kyuu shitate kuimichi
7. Onnakazei buguzaku
8. Madara koitsubaki gedou
9. Ashiki shinka
10. Nakimushina Dalí (Dalí el llorón) inst
DVD tracklisting:
1. Riku to umi to sora to live
2. Itanshatachi No etsuraku live
3. Keraku no susume live
4. Hontou musume to mujihina yuugi live
5. Watashi wa yokubou to iu na no shoujo live
6. Kinki TABBOO live
7. Shouryou reijou jibie nisshi live
8. Ataraxia, soshite taiji suru jiko live
9. BAR suifu you he douzo live
- 43 21 de junio de 2017: ALI PROJECT ~ Chi to mitsu ~ Antology of gothic lolita & horror best álbum

Regular Edition
Disc 1 ~ Gothic lolita
1. Watashi no bara wo haminasai
2. ALICE Douzai innocent
3. Rouzuke no futagotachi
4. Yuri no hibi wa tsuioku no naka ni hisomi kaoru
5. Otome no aganai
6. Reijou bara zukan
7. Barami to yurine no fushigina hotel
8. Lolicate
9. À la cuisine
10. Shoujo to suimitsutou
11. Royal academy of gothic lolita
12. Jeux interdits ~ Kinjirareta asobi
13. Seishoujo ryouiki string ver
14. La rose de la reine ~ baragoku otome
15. Fräulein rose
16. Koyoi, aoi mori fukaku
Disc 2 ~ horror
1. Kyoumu densen
2. Zekka zange shinjuu
3. Yomi no tasogare no, utsuro naru aoki hitomi no
4. Chi to danshou
5. Rokudou rinne survival
6. Kinsho
7. Shoujo mitsutou ~ le sang et le miel
8. Pekin LOVERS
9. Ahen Shindai
10. Renge yuuren
11. Gantai usagi to houtai hitsuji no märchen
12. Roudoku suru jochou to chiisana reijou
13. Onnakazei buguzaku
14. Akai rousoku to kingyou
15. Himitsu no hanazono
Limited Edition with blu-ray disc; blu-ray tracklisting:
1. Shoujo mitsutou ~ le sang et le miel music clip
2. Royal academy of gothic lolita music clip
3. Chi to mitsu ~ anthology of gothic lolita & horror shooting in France
- 44 27 de septiembre de 2017 Ai to makoto ~ yamato & lovexxx best álbum

Regular Edition
CD 1 YAMATO:
1. Ai to Makoto
2. Yuukyou Seishunka
3. Kaimikaze
4. Riku to Umi to Sora to
5. Sensou to Heiwa
6. Valkyrja～Kishi Otome
7. Zekkoku TEMPEST
8. Shoujo Junketsu
9. Seiran Keppuroku
10. Hayabusa no Shiro Bara
11. ???
12. KING KNIGHT
13. Eikyuu Kaigenrei
14. Minu Tomo e
15. Kono Kuni no Mukou ni
16. Chinkon shou
CD2 LOVE×××
1. Kochou Yume Shinjuu    
2. Yuugetsu Renka  
```
           　
```

3. BAR Suifuyou e Douzo
4. Manatsu no Yuushuu Fujin
5. Mitsubara Teien
6. Rose Moon
7. Gekkouya
8. Hibotan, Fei Hong De Mu Dan 
9. RED WALTZ     
10. Bara Shoukan   
11. Shuudoin no Haitei Nite
12. Shunsou
13. Yami no Tubasa de Subete wo Tsutsumu Yoru no Tame no Aria
14. Seigetsuya
15. Kyougetsutei De Aimashou
16. Adieu
Limited Edition with blu-ray disc, blu-ray tracklisting:
1. Ai to makoto new music clip
2. Ai to makoto making off

#### OST
- 6 de diciembre de 1995: Midoriyama High School Original Soundtrack
- 1 de agosto de 1996: Birth of the Wizard (Eko Eko Azeraku Ⅱ Soundtrack)
- 5 de febrero de 1997: Music tracks from Wish
- 17 de diciembre de 1997: CLAMP School Detectives Original Soundtrack
- 22 de octubre de 1997: CLAMP School Detectives Original Soundtrack 2
- 3 de diciembre de 2003: Avenger O.S.T. pistas vocales [Mirai no eve], [Jigoku no kisetsu], [mother], [Soujo Junchi] y [Mayu]
- 24 de septiembre de 2004: Maria-sama ga Miteru O.S.T.
- 21 de junio de 2006: .hack//Roots O.S.T. pistas vocales [GOD DIVA] [In The World] [Hakua Byōtō] y [Junkyōsha no Yubi]
- 21 de septiembre de 2006: .hack//Roots O.S.T. 2 pistas vocales [KING KNIGHT] [Maisō no Mori no Tasogare Saka] y [Kegare Naki Akui]
- 28 de marzo de 2003: Maria-sama ga Miteru haru O.S.T.
- 3 de octubre de 2008: Kaibutsu Oujo O.S.T. - Sympathy for the Belonephobia pistas vocales [Outeki Ketsuzoku] [Oumagakoi]

#### DVD
- 26 de marzo de 2008: Gekko Soiree (月光ソワレ?)
- 21 de enero de 2009:  Kinsho Hakkin Live@NHK Hall 2008.10.3 (禁書発禁 Live＠NHKホール 2008.10.3?)
- 20 de enero de 2010:   ~Poison Tour 2009~ 2010.20.01 (?)
- 14 de julio de 2010: ~VI ~ Gothic ~ Moonlight Opera Soiree~
- 21 de octubre de 2010: Han Shin Nihon Shugi Live Tour
- 13 de enero de 2013: Shingi Gansaku Hakurankai
- 13 de enero de 2013:: Reijou Bara Zukan Etsurankai
- 10 de diciembre de 2014: Ryuuko Sekai Kansen
- 20 de mayo de 2015: gekkou soiree violetta operetta

#### Otros
- 21 de noviembre de 1996: Majo no Takkyūbin álbum vocal
- 21 de junio de 1997: CLAMP School Detectives Vocal Collection
- 22 de noviembre de 2006: 眠れる城 (Nemureru Shiro, Castillo dormido) de Rozen Maiden Träumend Character Drama CD Vol.4 - Souseiseki [LHCA-5055]*
- 24 de enero de 2007: 名なしの森 (Nanashi no Mori, Bosque sin nombre) de Rozen Maiden Träumend Character Drama CD Vol.5 - Shinku [LHCA-5056]
- 7 de marzo de 2007: 春蚕 (Shungo, Gusanos de seda de primavera) de Rozen Maiden Träumend Character Drama CD Vol.7 - Barasuishou [LHCA-9003]

También tienen canciones de AVENGER como: Shoujo Junketsu y MOTHER

#### Integrantes
- Arika Takarano ( 宝アリカ Takarano Arika) Nacida el 28 de septiembre. Su nombre verdadero es Ari (蟻, Hormiga; Declarado en la entrevista ofrecida a weROCK City acerca de Les Papillons). Es la vocalista del grupo y además de escribir las canciones de ALI PROJECT, es pintora, escritora y diseñadora.[4]
- Mikiya Katakura (片倉幹也 Katakura Mikiya) Nacido el 1 de agosto, es el teclista y orquestador de la banda, además de componer y ser el encargado de los arreglos musicales del grupo.[5]
- Tsuyoshi Watanabe (渡辺剛 Watanabe Tsuyoshi) Nacido el 30 de julio, es el violinista principal del grupo, que además ha trabajado con otros artistas en composiciones de música para series de anime.
- Yu Sugino (杉野湯 Sugino Yu) Nacido el 3 de octubre, es el violinista secundario del grupo.

#### Antiguos integrantes
- Cantama Rina (海洋歌う Kantama Rina)

#### Artistas relacionados
- Yoshihisa Hirano (平野義久 Hirano Yoshihisa) Colabora principalmente en los arreglos de los discos strings del grupo.